# Victor Wanyama
Victor Mugubi Wanyama (sinh ngày 25 tháng 6 năm 1991) là cầu thủ bóng đá người Kenya thi đấu ở vị trí tiền vệ phòng ngự cho câu lạc bộ Montreal Impact và Đội tuyển bóng đá quốc gia Kenya.
Wanyama là cầu thủ Kenya đầu tiên ghi bàn tại UEFA Champions League khi ghi bàn mở tỉ số trong chiến thăng 2-1 của Celtic trước Barcelona vào ngày 7 tháng 11 năm 2012. Ngày 11 tháng 7 năm 2013, Wanyama chuyển đến Premier League thi đấu cho Southampton với phí chuyển nhượng 12,5 triệu £, giúp anh trở thành cầu thủ Kenya đầu tiên thi đấu tại Premier League và là cầu thủ có giá chuyển nhượng cao nhất từ một câu lạc bộ Scotland.
Vào tháng 5 năm 2007 khi mới 15 tuổi, Wanyama đã khoác áo đội tuyển Kenya và hiện đang là đội trưởng.

## Sự nghiệp câu lạc bộ

### Giai đoạn đầu
Wanyama là cựu cầu thủ của hai câu lạc bộ tại Kenya là Nairobi City Stars và AFC Leopards. Năm 2007, anh đến Thụy Điển chơi cho Helsingborg trong vòng một năm.

### Beerschot AC
Mùa hè năm 2008, Wanyama chính thức khoác áo đội bóng Bỉ Beerschot AC. Anh bắt đầu được đá chính từ cuối mùa giải 2008–09. Tháng 9 năm 2009, anh bị phạt 100 € và bị cấm thi đấu ba trận do hành vi phạm lỗi thô bạo với Matias Suarez của Anderlecht.
Wanyama có bàn thắng đầu tiên cho Beerschot vào ngày 11 tháng 12 năm 2010 trong trận đấu với Westerlo. Đến tháng 4 năm 2011, anh lại bị cấm thi đấu ba trận một lần nữa sau khi bị phát hiện có hành vi giật cùi chỏ đối phương qua băng ghi hình lại trận đấu giữa Beerschot và K.V. Kortrijk.

### Celtic
Ngày 9 tháng 7 năm 2011, Wanyama chính thức chuyển đến Celtic tại Scotland với bản hợp đồng có thời hạn 4 năm sau khi anh đã bị từ chối cấp giấy phép lao động trước đó nhưng Celtic đã khiếu nại thành công quyết định từ chối. Wanyama chọn khoác áo số 67 tại Celtic để vinh danh đội hình Celtic (Lisbon Lions) giành chức vô địch Cúp Châu Âu 1967. Anh có trận đấu đầu tiên cho Celtic trong trận thua 1-0 trước St Johnstone vào ngày 21 tháng 8 năm 2011. Ngày 29 tháng 9 năm 2011, anh có trận đấu đầu tiên tại cúp Châu Âu cho đội bóng Scotland, trong trận hòa 1-1 với Udinese tại Europa League.
Ngày 10 tháng 12 năm 2011, Wanyama có bàn thắng đầu tiên cho Celtic, một quả sút xa đẹp mắt đem về chiến thắng 1-0 trước Hearts. Tháng 12 năm 2011, anh được bầu là Cầu thủ trẻ xuất sắc nhất trong tháng của Giải bóng đá ngoại hạng Scotland.
Tháng 10 năm 2012, Wanyama lập cú đúp trong trận đấu với St. Mirren tại sân Saint Mirren Park, trong đó có một quả sút xa. Ngày 7 tháng 11 năm 2012, bằng một quả đánh đầu uy lực, Wanyama trở thành cầu thủ Kenya đầu tiên ghi bàn tại UEFA Champions League và giúp Celtic có chiến thắng đầy bất ngờ trước Barcelona với tỉ số 2-1.

### Southampton
Tháng 7 năm 2013, Wanyama chính thức chuyển đến Premier League khoác áo Southampton với phí chuyển nhượng 12,5 triệu £, giúp anh trở thành cầu thủ Kenya đầu tiên thi đấu tại Premier League. Anh có trận ra mắt vào ngày 17 tháng 8 năm 2013 trong trận thắng 1–0 trước West Bromwich Albion. Trong mùa giải đầu tiên, Wanyama bị gãy xương chân vào tháng 12 năm 2013 và chỉ trở lại từ tháng 4 năm 2014.
Anh ghi bàn thắng đầu tiên cho Southampton trong chiến thắng 1-0 trước Swansea City vào ngày 20 tháng 9 năm 2014, sau khi vào sân thay cho James Ward-Prowse vào phút 69 của trận đấu, trở thành cầu thủ Kenya đầu tiên ghi bàn ở Premier League. Anh được bầu chọn là Cầu thủ Châu Phi xuất sắc nhất Giải bóng đá Ngoại hạng Anh trong tháng 9 năm 2014. Bàn thắng kế tiếp đến trong trận thắng 8–0 trước Sunderland vào ngày 19 tháng 10 năm 2014. Ngày 1 tháng 11 năm 2014, Wanyama có pha ghi bàn với khoảng cách gần giữa sân sau pha phá bóng lỗi của thủ môn Eldin Jakupović. Bàn thắng này cũng giúp Southampton đánh bại Hull City 1-0.

### Tottenham Hotspur
Ngày 23 tháng 6 năm 2016, Tottenham Hotspur chính thức có được Wanyama với bản hợp đồng có thời hạn 5 năm và phí chuyển nhượng trị giá 11 triệu £. Huấn luyện viên của Tottenham, ông Mauricio Pochettino, cũng chính là người đã đem anh về Southampton vào tháng 7 năm 2013. Wanyama có bàn thắng đầu tiên cho Tottenham vào ngày 21 tháng 8 năm 2016 và đây cũng là bàn thắng duy nhất trong trận đấu với Crystal Palace, đem về trận thắng đầu tiên trong mùa giải cho Spurs.

### Montreal Impact
Vào ngày 3 tháng 3 năm 2020. Wanyama chuyển đến Montreal Impact từ Tottenham

## Sự nghiệp đội tuyển quốc gia
Wanyama có trận đấu đầu tiên cho Đội tuyển bóng đá quốc gia Kenya vào tháng 5 năm 2007 khi mới 15 tuổi trong trận giao hữu với Nigeria. Từ năm 2013 anh là đội trưởng đội tuyển bóng đá nước này.

### Bàn thắng quốc tế
Tính đến ngày 14 tháng 10 năm 2018.
| # | Ngày                 | Địa điểm                                        | Số trận | Đối thủ    | Bàn thắng | Kết quả | Giải đấu                 |
| - | -------------------- | ----------------------------------------------- | ------- | ---------- | --------- | ------- | ------------------------ |
| 1 | 15 tháng 11 năm 2011 | Sân vận động Nyayo National, Nairobi, Kenya     | 18      | Seychelles | 4–0       | 4–0     | Vòng loại World Cup 2014 |
| 2 | 7 tháng 6 năm 2015   | Sân vận động Amahoro, Kigali, Rwanda            | 34      | Nam Sudan  | 1–0       | 2–0     | Giao hữu                 |
| 3 | 29 tháng 5 năm 2016  | Trung tâm Thể thao Quốc tế Moi, Kasarani, Kenya | 42      | Tanzania   | 1–1       | 1–1     | Giao hữu                 |
| 4 | 24 tháng 3 năm 2018  | Sân vận động Marrakech, Marrakesh, Maroc        | 50      | Comoros    | 1–0       | 2–2     | Giao hữu                 |
| 5 | 14 tháng 10 năm 2018 | Trung tâm Thể thao Quốc tế Moi, Kasarani, Kenya | 52      | Ethiopia   | 3–0       | 3–0     | Vòng loại CAN 2019       |
| 6 | 7 tháng 6 năm 2019   | Sân vận động Robert Bobin, Bondoufle, Pháp      | 54      | Madagascar | 1-0       | 1-0     | Giao hữu                 |

## Danh hiệu

### Câu lạc bộ
Celtic
- Giải bóng đá ngoại hạng Scotland (2): 2011–12, 2012–13
- Cúp quốc gia Scotland: 2013

### Cá nhân
- Cầu thủ trẻ xuất sắc nhất mùa giải Giải bóng đá ngoại hạng Scotland: 2012–13
- Cầu thủ Châu Phi xuất sắc nhất tháng Giải bóng đá Ngoại hạng Anh: tháng 9 năm 2014

## Cuộc sống cá nhân
Anh trai của anh, McDonald Mariga, cũng là một cầu thủ bóng đá.
Năm 2015, Wanyama tham gia vào một bộ phim ngắn về bóng đá tại Kenya mang tên Mdudu Boy, kịch bản và đạo diễn bởi nữ diễn viên Ella Smith.

## Thống kê sự nghiệp câu lạc bộ

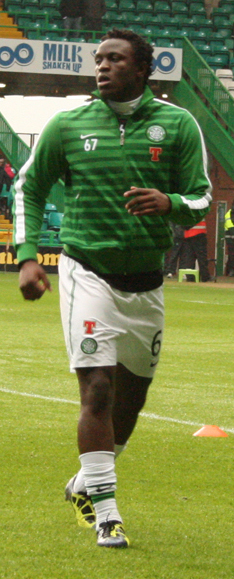
Wanyama trong màu áo Celtic 2012

Tính đến ngày 11 tháng 3 năm 2020.
| Câu lạc bộ          | Mùa giải            | Giải đấu | Giải đấu | Cúp quốc gia | Cúp quốc gia | Cúp Liên đoàn | Cúp Liên đoàn | Châu Âu | Châu Âu | Tổng cộng | Tổng cộng |
| Câu lạc bộ          | Mùa giải            | Trận     | Bàn      | Trận         | Bàn          | Trận          | Bàn           | Trận    | Bàn     | Trận      | Bàn       |
| ------------------- | ------------------- | -------- | -------- | ------------ | ------------ | ------------- | ------------- | ------- | ------- | --------- | --------- |
| Beerschot AC        | 2008–09             | 1        | 0        | –            | –            | –             | –             | –       | –       | 1         | 0         |
| Beerschot AC        | 2009–10             | 20       | 0        | 1            | 0            | –             | –             | –       | –       | 21        | 0         |
| Beerschot AC        | 2010–11             | 30       | 2        | 4            | 0            | –             | –             | –       | –       | 34        | 2         |
| Beerschot AC        | Tổng cộng           | 51       | 2        | 5            | 0            | –             | –             | –       | –       | 56        | 2         |
| Celtic              |                     |          |          |              |              |               |               |         |         |           |           |
| 2011–12             | 29                  | 4        | 4        | 0            | 4            | 0             | 5             | 0       | 42      | 4         |           |
| 2012–13             | 32                  | 6        | 5        | 1            | 2            | 0             | 10            | 2       | 49      | 9         |           |
| Tổng cộng           | 61                  | 10       | 9        | 1            | 6            | 0             | 15            | 2       | 91      | 13        |           |
| Southampton         |                     |          |          |              |              |               |               |         |         |           |           |
| 2013–14             | 23                  | 0        | 1        | 0            | 0            | 0             | –             | –       | 24      | 0         |           |
| 2014–15             | 32                  | 3        | 2        | 0            | 4            | 0             | –             | –       | 38      | 3         |           |
| 2015–16             | 30                  | 1        | 0        | 0            | 2            | 0             | 3             | 0       | 35      | 1         |           |
| Tổng cộng           | 85                  | 4        | 3        | 0            | 6            | 0             | 3             | 0       | 97      | 4         |           |
| Tottenham Hotspur   | 2016–17             | 36       | 4        | 3            | 0            | 1             | 0             | 7       | 1       | 47        | 5         |
| Tottenham Hotspur   | 2017–18             | 18       | 1        | 5            | 0            | 0             | 0             | 1       | 0       | 24        | 1         |
| Tottenham Hotspur   | 2018–19             | 13       | 1        | 1            | 0            | 2             | 0             | 6       | 0       | 22        | 1         |
| Tottenham Hotspur   | 2019–20             | 2        | 0        | 0            | 0            | 1             | 0             | 1       | 0       | 4         | 0         |
| Tottenham Hotspur   | Tổng cộng           | 69       | 6        | 9            | 0            | 4             | 0             | 15      | 1       | 97        | 7         |
| Montreal Impact     | 2020                | 21       | 2        | –            | –            | –             | –             | 1       | 0       | 22        | 2         |
| Tổng cộng sự nghiệp | Tổng cộng sự nghiệp | 287      | 24       | 26           | 1            | 16            | 0             | 32      | 3       | 363       | 28        |